# Proserpinus oslari
Proserpinus oslari är en fjärilsart som beskrevs av Rothschild och Jordan 1903. Proserpinus oslari ingår i släktet Proserpinus och familjen svärmare. Inga underarter finns listade i Catalogue of Life.